# طاطیه
طاطیه (به عربی: طاطیة) یک روستا در سوریه است که در ناحیه مرکزی اعزاز واقع شده‌است. طاطیه ۷۶ نفر جمعیت دارد.